# Primaire partijorganisatie Communistische Partij van de Sovjet-Unie
De Primaire partijorganisatie Communistische Partij van de Sovjet-Unie vormde de basis van de Sovjet-Unie.
Deze was onderverdeeld in verschillende bureaus of organisaties (onderneming, fabriek, school, ... ). De centrale figuur die zich in iedere partijorganisatie bevond en deze ook leidde was de secretaris, die tevens aan het hoofd van het bureau of secretariaat stond. De primaire partijorganisaties zonden hun afgevaardigden naar een stedelijke (of landelijke) partijconferentie; lagere partijconferenties vaardigden op hun beurt vertegenwoordigers af naar hogere regionale en provinciale partijconferenties, enz., tot de top: het Partijcongres van de Communistische Partij van de Sovjet-Unie. 
De Secretaris-Generaal stond in dit alles aan het hoofd van het secretariaat, dat het partijapparaat leidde. De invoering van het ambt van eerste vicevoorzitter van het Presidium van de Opperste Sovjet stelde de secretaris-generaal van de Communistische Partij in staat ook de hoogste ceremoniële functie te vervullen van voorzitter van het Presidium. Hierdoor kon de Secretaris-Generaal praktisch alle macht bezitten.